# La Porte, Indiana
La Porte är en stad (city) i LaPorte County, i delstaten Indiana, USA. Enligt United States Census Bureau har staden en folkmängd på 22 033 invånare (2011) och en landarea på 30,2 km².